# Библиотека Конгресса
Библиотека Конгресса (англ. The Library of Congress) — исследовательская библиотека, которая официально обслуживает Конгресс США и является де-факто национальной библиотекой США. Это старейшее федеральное учреждение культуры в Соединённых Штатах. Библиотека расположена в трёх зданиях в районе Капитолийского холма в Вашингтоне, округ Колумбия; она также поддерживает Национальный центр аудиовизуальной консервации в Калпепер (Виргиния). Функции библиотеки контролирует библиотекарь Конгресса, а её здания обслуживает архитектор Капитолия. Библиотека Конгресса претендует на звание самой большой библиотеки в мире. Её «коллекции универсальны, не ограничены предметом, форматом или национальной границей и включают исследовательские материалы со всех частей света и на более чем 450 языках».
Специальный отдел Библиотеки Конгресса занимается оформлением копирайта (авторских прав). Оформить копирайт можно в интернете, заполнив нужный бланк на сайте Библиотеки Конгресса.
Первоначально служила для надобностей палат и правительства.

## История библиотеки

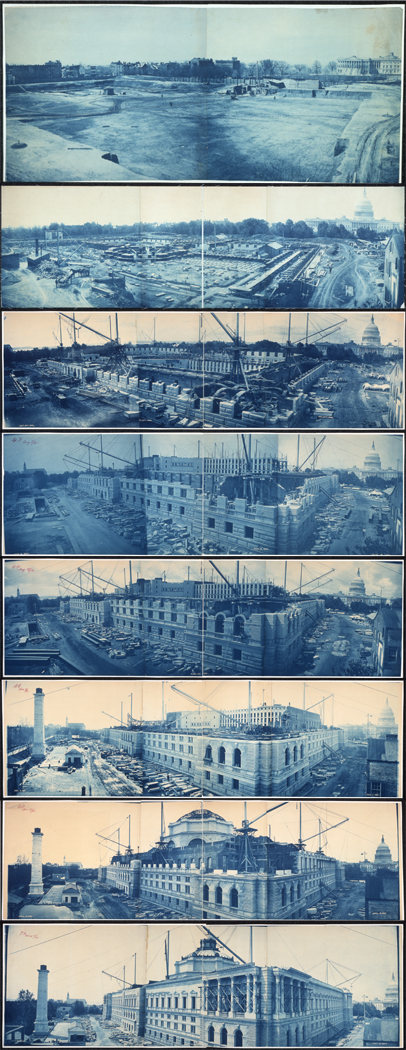
Июль 1888 — Май 1894

Герб Библиотеки

- Датой основания принято считать 24 апреля 1800 года, когда президент США Джон Адамс (John Adams) подписал закон о перенесении столицы государства из Филадельфии в Вашингтон (Washington). В числе прочего, этот закон содержал и пункт о выделении 5000 долларов (тогда весьма значительная сумма) «на приобретение книг, которые могут понадобиться Конгрессу, и создание соответствующего помещения для их хранения». Он же определял правила функционирования библиотеки, согласно которым, её посещение и доступ к ресурсам получали только президент и вице-президент США, члены Сената США и Палаты представителей (Конгресс США). Поэтому библиотеку и стали называть — «Библиотека Конгресса»
- Первоначальный фонд составлял 740 книг и три географические карты Америки, купленные в Лондоне. Следующий президент, Томас Джефферсон (Thomas Jefferson), вступивший в президентские права 4 марта 1801 года, начал серьёзно заниматься фондом Библиотеки, её ролью и значимостью. При нём библиотечный фонд стал расширяться значительно быстрее. Через 8 лет присягу президента принёс Джеймс Мэдисон, на долю которого выпало тяжёлое бремя — руководство страной во время Англо-американской войны 1812—1814 годов.
- В ходе войны, в августе 1814 года Вашингтон был практически выжжен англичанами. Сгорел дотла и Капитолий, где находилась библиотека с бесценными книгами. После освобождения от британских войск того, что осталось от столицы США, Мэдисон приказал восстановить библиотеку. Экс-президент и страстный библиофил Джефферсон предложил Конгрессу приобрести его личное собрание из 6487 томов на разных языках, которое он собирал более полувека и равного которому в США тогда не было. Америка приняла это предложение. Сумма сделки составила 23 940 долларов. С той поры название «Библиотека Конгресса» стало созвучно с названием «Библиотека Джефферсона».
- 24 декабря 1851 года библиотеке довелось пережить второй опустошительный пожар, во время которого погибла большая часть книг, купленных у Томаса Джефферсона, и приблизительно 2/3 всех книг фонда, который составлял тогда 55 000 различных изданий. Лишь год спустя из государственного бюджета было выделено 168 700 долларов на восстановление библиотеки. Львиная доля этих средств пошла на строительно-ремонтные работы.
- В 1850-е годы в Библиотеку Конгресса были допущены министры, руководители некоторых ведомств, члены Верховного суда, наиболее уважаемые (по мнению посетителей библиотеки) представители политических партий, признанные учёные и писатели США, журналисты крупнейших американских СМИ.
- В 1870 году, во многом стараниями, которые приложил тогдашний руководитель библиотеки Эйнсуорт Рэнд Споффорд, на правительственном уровне был принят указ, согласно которому, сразу же по выходе в свет на территории Соединённых Штатов любого публичного издания, в обязательном порядке один экземпляр должен передаваться в Библиотеку Конгресса. Тогда же законодательно был закреплён порядок получения и расходования денежных средств, поступающих в библиотеку Конгресса из госбюджета, предусмотрен ряд стимулов и поощрений для частных лиц, фирм, общественных объединений и партий, желающих поддержать фонд финансово или безвозмездно передать ей собрания книг, периодики, документов и т. п.

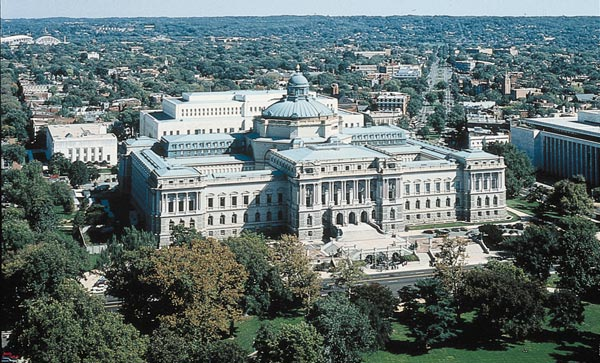
Библиотека Джефферсона

- Герберт Патнем, руководивший библиотекой с 1899 по 1939 год, разработал удобную систему классификации книг, а в самом конце своего руководства открыл второе, специально выстроенное для Библиотеки Конгресса, здание. Филиалу присвоили имя основателя библиотеки Конгресса — Джона Адамса. На новое здание были выделены 6 500 000$. Сооружение находится в непосредственной близости от «дворца знаний» имени Томаса Джефферсона.
- В 1907 году библиотека Конгресса приобрела за 40 000 долларов личную библиотеку красноярского купца и библиофила Г. В. Юдина, содержавшую 81 тыс. экземпляров книг и журналов, главным образом по русской истории, и с тех пор это самое крупное за пределами России собрание книг на русском языке (ныне в библиотеке Конгресса насчитывается около трёхсот тысяч изданий)[6].
- В 1930-е годы Библиотека Джефферсона получила статус национальной, и право на первоочередное комплектование фондов за счёт средств бюджета США.
- С 1939 по 1944 год библиотекой руководил Арчибальд Маклиш, с 1945 по 1953-й год её возглавлял Лютер Эванс, с 1954 по 1974 год «эстафету» принял Куинси Мамфорд, а с 1975 по 1987 год Дэниел Бурстин.

В 1980 году построено третье, самое большое по площади здание Библиотеки Конгресса США, которое названо именем Джеймса Мэдисона. В здании Мэдисона хранятся газеты и журналы на многих языках со всей планеты.

## Содержание и объёмы библиотечных фондов

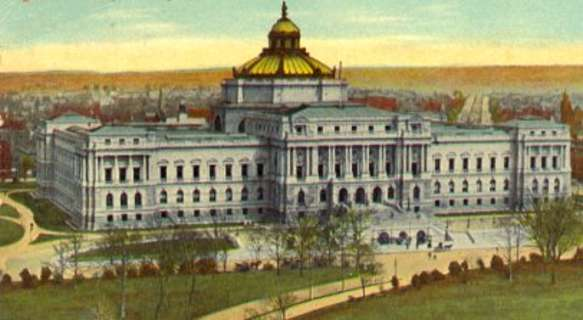
Здание библиотеки Конгресса

По содержанию фонды почти универсальны (за исключением иностранной медицинской и сельскохозяйственной литературы, собираемой национальными медицинской и сельскохозяйственной библиотеками). Наиболее полно представлена литература по праву, истории, филологии, политике, по естественным и техническим наукам, а также справочно-библиографические издания.
Здесь хранятся свыше 5500 инкунабул (включая Библию Гутенберга), книжные собрания Т. Джефферсона и ряда других президентов США, коллекции произведений китайской (330 тыс. тт.) и японской (450 тыс. тт.) литератур, коллекция редких американских изданий (60 тыс. тт.).
По данным на конец 1960-х годов, фонды библиотеки насчитывали:
- 14,5 млн книг и брошюр;
- 132 тыс. томов переплетённых газет;
- свыше 29 млн единиц хранения рукописных материалов;
- 3,3 млн единиц нотно-музыкальной литературы;
- свыше 3 млн географических карт,
- большое число других материалов, включая кинофильмы, пластинки грамзаписей, микрофильмы и т. п.

По данным на начало 2000-х годов библиотека всего содержит свыше 130 млн единиц хранения (общая длина книжных полок — почти 850 км), в том числе:
- более 30 млн книг и других печатных материалов на 470 языках;
- более миллиона выпусков газет со всего мира;
- 58 млн рукописей;
- свыше миллиона публикаций правительства США;
- 4,8 млн карт;
- 12 млн фотографий;
- 2,7 млн звукозаписей;
- 500 тыс. микрофильмов.

Ежегодный прирост фондов — 1—3 млн единиц хранения.
По приближённой оценке объём всех фондов библиотеки, если их перевести в цифровой вид, составит 17—20 Тбайт. И хотя пока не ведётся планомерных работ в этой области, за период 1994—2007 годов было оцифровано около 10 % всех текстовых материалов, хранящихся в библиотеке. Примерная скорость сканирования составляет 75—200 документов в день.

## Здания библиотеки

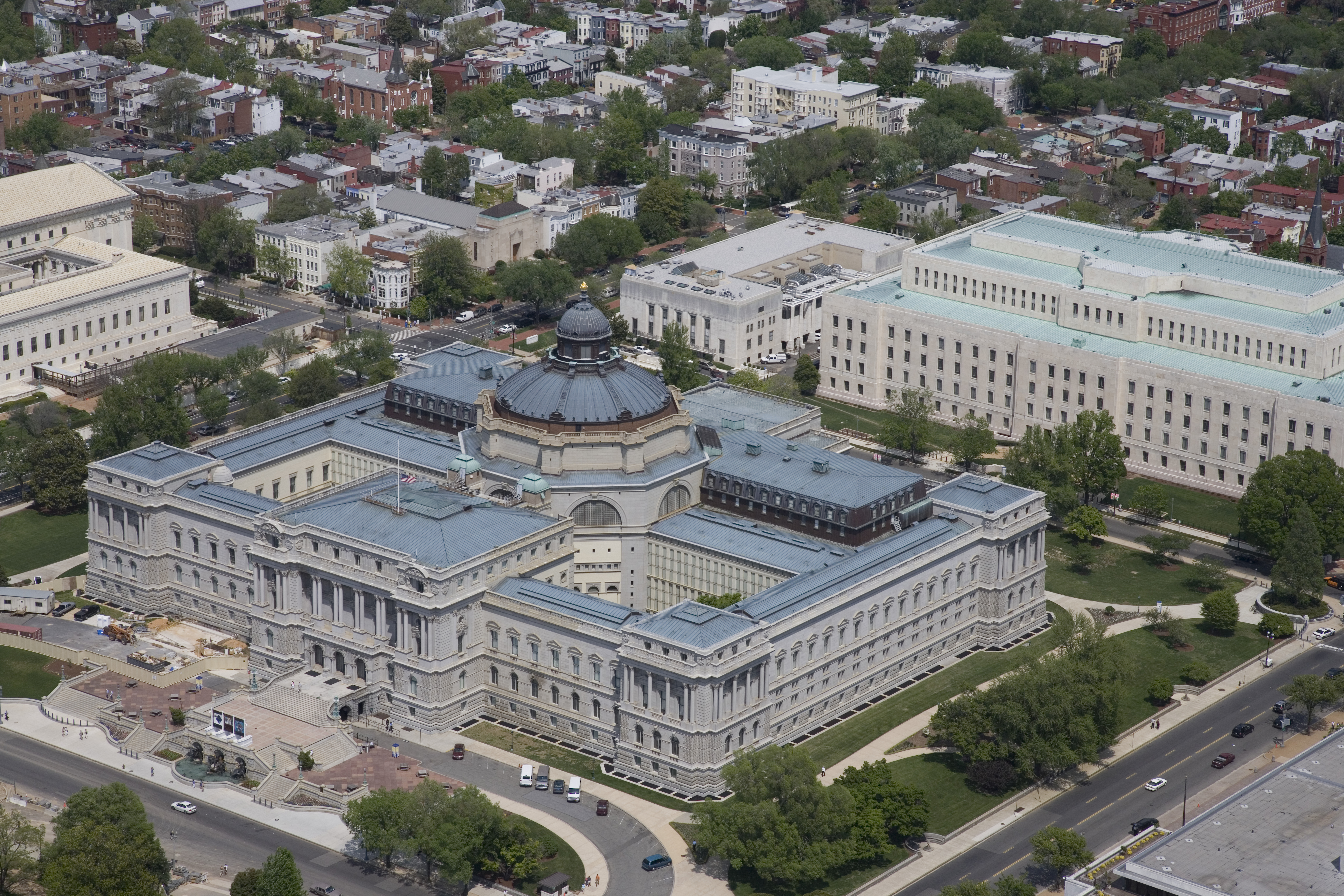
Здание Томаса Джефферсона

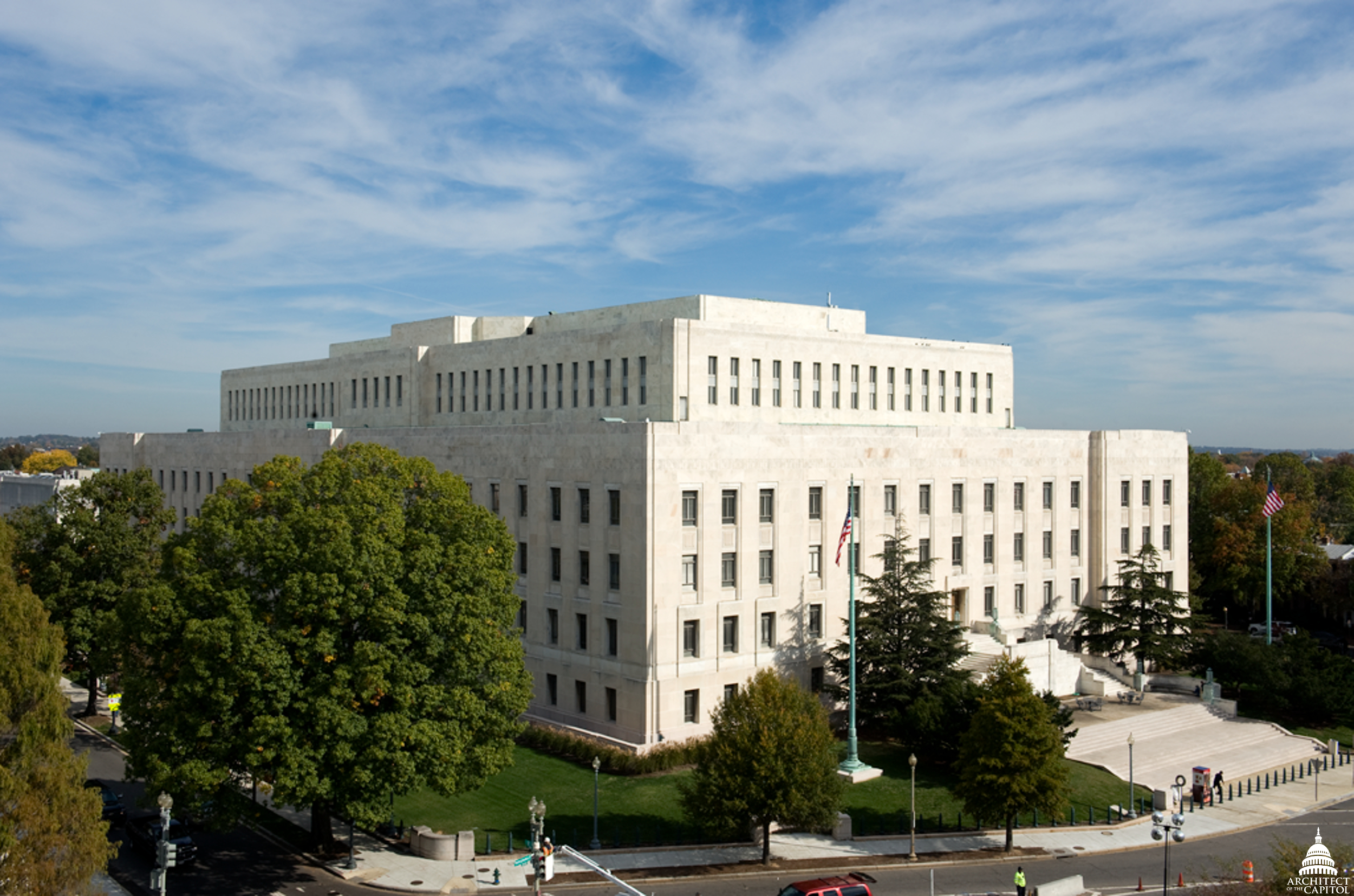
Здание Джона Адамса

Библиотека Конгресса физически расположена в трёх зданиях на Капитолийском холме и в депозитарии в сельской местности штата Вирджиния. Все здания библиотеки на Капитолийском холме соединены подземными переходами, так что читатели библиотеки вынуждены проходить охрану только на входе. Библиотека также имеет отдельный депозитарий для малоиспользуемых материалов.

### Здание Томаса Джефферсона
Здание Томаса Джефферсона расположено между Индепенденс-авеню, улицы Ист Кэпитол (East Capitol Street) на улицы Фёст СИ (1st Street SE). Оно было открыто в 1897 году как основное здание библиотеки и является старейшим из трёх зданий. Первоначально известное как здание библиотеки Конгресса, или главное здание, оно получило своё нынешнее название 13 июня 1980 года.

### Здание Джона Адамса
Здание Джона Адамса расположено между Индепенденс-авеню, улицы Ист Кэпитол (East Capitol Street) и улицы Сэконд СИ (2nd Street SE) и прилегает к зданию Джефферсона. Здание первоначально было построено как пристройка к зданию Джефферсона. Оно открыло свои двери читателям 3 января 1939 года.

### Здание мемориала Джеймса Мэдисона

Здание мемориала Джеймса Мэдисона

Здание мемориала Джеймса Мэдисона расположено между улицами Фёст, Сэконд и Индепенденс-авеню СИ. Здание было построено в 1971—1976 годах, и служило официальным мемориалом президента Джеймса Мэдисона.
Здание Мэдисона дало приют театру Мэри Пикфорд, «залу чтения кино- и телевизионных картин» библиотеки Конгресса. Театр проводит регулярные бесплатные показы классических и современных фильмов и телевизионных шоу.

### Национальный центр сохранения аудиовизуальных материалов

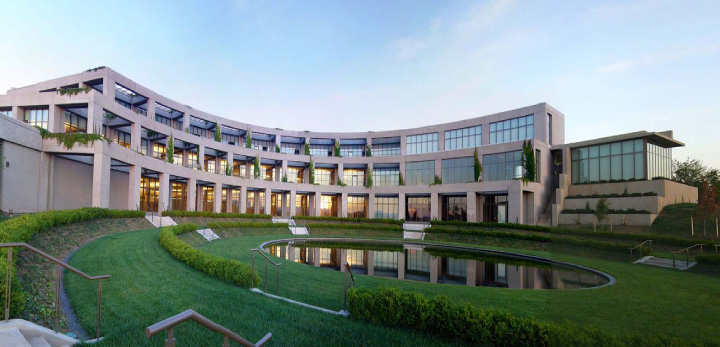
Национальный центр сохранения аудиовизуальных материалов

Национальный центр сохранения аудиовизуальных материалов, называемый иногда кампус Пакарда, — самое новое здание библиотеки Конгресса, открытое в 2007 году и расположенное в Калпепер, Вирджиния. Оно было реконструировано из бывшего хранилища ФРС и бункера Холодной войны. Кампус был спроектирован как центр хранения для всех библиотечных коллекций фильмов, телевизионных передач и музыки. Оно названо в честь Дэвида Вудли Пакарда, чей Гуманитарный институт руководил проектированием и строительством корпусов. Центральным элементом комплекса стал кинотеатр в стиле Ар-деко, который предоставляет бесплатный показ фильмов общественности каждую половину недели.

## Организация работы библиотеки

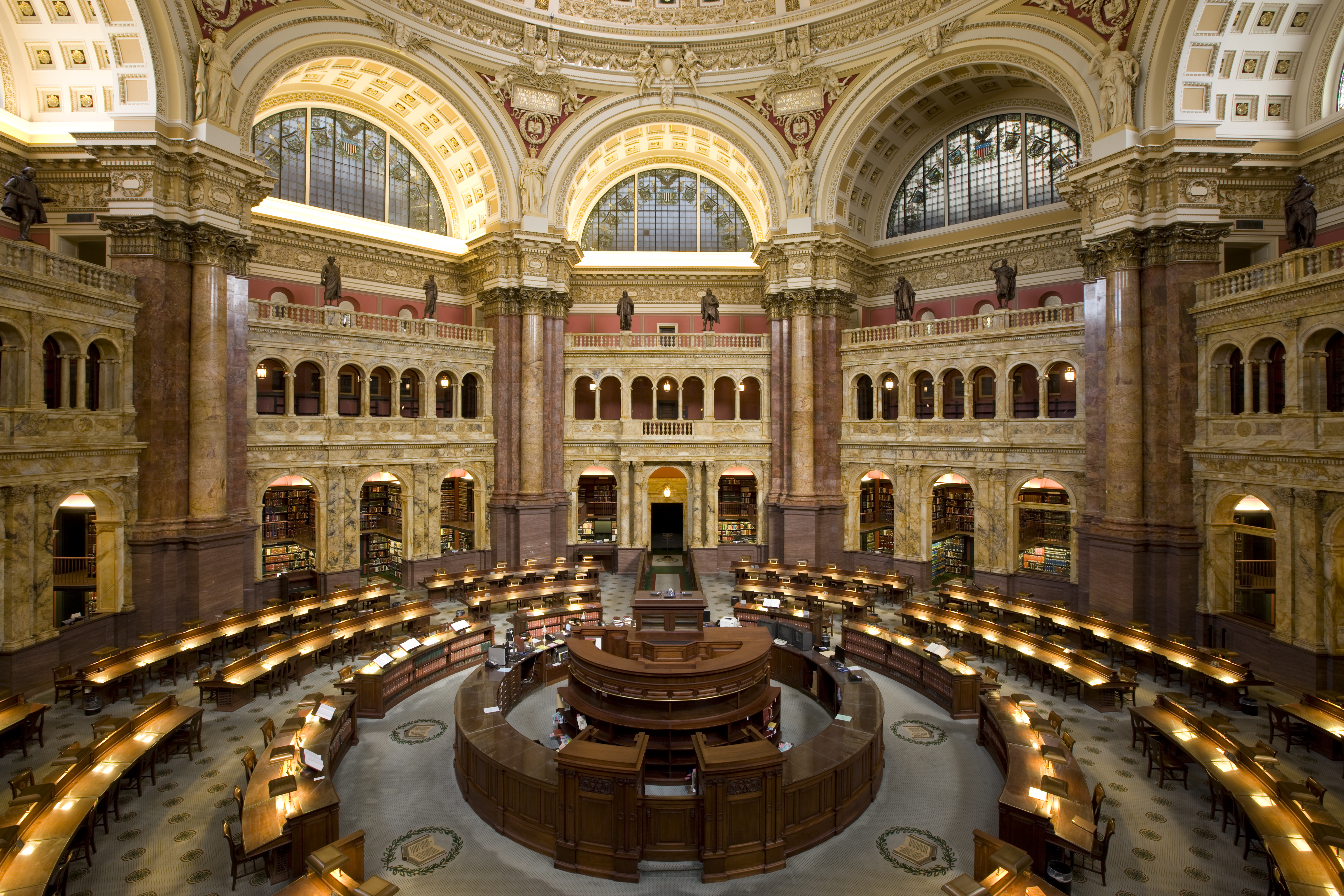
Читальный зал

Библиотека Конгресса имеет 18 читальных залов на 1460 читательских мест. Из библиографических изданий библиотеки Конгресса наиболее значительны «Национальный сводный каталог» («The National Union Catalog»), выходящий с 1958 года ежемесячно, и сводный каталог книг, хранящихся в библиотеках США (610 т.).
В Москве располагается российское бюро библиотеки.

## Используемые форматы
- MARC21

## Награды
Библиотека Конгресса присуждает награды: Премию Клюге, Гершвиновскую премию, Living Legend (англ.) и другие.